# 猪木熊山
猪木 熊山（いき ゆうざん、天保14年（1843年） - 明治36年（1903年）10月14日）は、幕末から明治時代の医者。本名は邦介。紀伊国新宮（現和歌山県新宮市）出身。
大阪の漢学者森田節斎に漢学を学び、漢籍に通暁していたらしく、古屋照治郎の著書『近畿医家列伝』にも「漢学の造形最も深し」と紹介されている。医学については山田山東から学び、『脚気要論』を著した。